# Zespół dworski w Więckowicach
Zespół dworski w Więckowicach – znajdujący się we wsi Więckowice, w powiecie krakowskim, pochodzi z połowy XIX wieku. Obiekt został wpisany do rejestru zabytków nieruchomych województwa małopolskiego.

## Historia
W skład zespołu wybudowanego przez Juliusza Ozdoba Florkiewicza wchodzi: neogotycki dwór z roku 1846, przebudowany pod koniec XIX wieku z inicjatywy Marii z Zamoyskich Potockiej przez Władysława Zychiewicza w stylu eklektycznym, dozorcówka z bramą, wozownia, spichlerz z 1849 roku, 6 budynków gospodarczych oraz park założony przed 1848 rokiem. W 1953 roku obiekt przejął w użytkowanie Państwowy Dom Pomocy Społecznej dla Dorosłych. Część gospodarczych budynków została przebudowana na potrzeby mieszkalne, kaplice i pralnię.
W parku rośnie kilka starych drzew (dąb, klon, lipa) uznanych za pomniki przyrody. W 1871 roku Florkiewicz przyozdobił park figurą św. Floriana autorstwa Franciszka Wyspiańskiego.